# Elvis Martínez
Elvis Alfonso Martínez Dugarte (ur. 4 października 1970 w Méridzie) – wenezuelski piłkarz występujący na pozycji obrońcy.

## Kariera klubowa
Martínez karierę rozpoczynał w 1994 roku w zespole Caracas FC. W 1995 roku, a także w 1997 roku zdobył z nim mistrzostwo Wenezueli. W 1998 roku odszedł do Universidadu de Los Andes. Spędził tam 2 lata. Następnie grał w Deportivo Táchira oraz Estudiantes Mérida.
W 2003 roku Martínez trafił do UA Maracaibo. W 2005 roku wywalczył z nim mistrzostwo Wenezueli, a w 2006 roku oraz 2007 roku wicemistrzostwo Wenezueli. Na początku 2008 roku wrócił do Estudiantes Mérida. Po 2,5 roku przeniósł się do Deportivo Lara. W styczniu 2012 roku ponownie przeszedł jednak do Estudiantes Mérida. Tym razem spędził tam pół roku, po czym zakończył karierę.

## Kariera reprezentacyjna
W reprezentacji Wenezueli Martínez zadebiutował w 1993 roku. W 1995 roku znalazł się w drużynie na turniej Copa América. Nie zagrał jednak na nim w żadnym meczu, a Wenezuela odpadła z rozgrywek po fazie grupowej.
W 1999 roku ponownie wziął udział w Copa América. Na tamtym turnieju, który Wenezuela zakończyła również na fazie grupowej, wystąpił w tylko w potkaniu z Urugwajem (0:2).
W 2001 roku Martínez po raz ostatni został powołany do kadry na Copa América. Zagrał na nim w meczach z Chile (0:1) i Ekwadorem (0:4), a Wenezuela odpadła z turnieju po fazie grupowej.
W latach 1993–2001 w drużynie narodowej Martínez rozegrał łącznie 33 spotkania.